# ولسوم
ولسوم (به هلندی: Wolsum) یک منطقهٔ مسکونی در هلند است که در سودوست-فریسلان واقع شده‌است. ولسوم ۱۶۰ نفر جمعیت دارد.